# Paramerina fasciata
Paramerina fasciata är en tvåvingeart som beskrevs av James E. Sublette och Sasa 1994. Paramerina fasciata ingår i släktet Paramerina och familjen fjädermyggor.
Artens utbredningsområde är Guatemala. Inga underarter finns listade i Catalogue of Life.